# Mjölkklocka
Mjölkklocka (Campanula lactiflora) är en klockväxtart som beskrevs av Friedrich August Marschall von Bieberstein. Enligt Catalogue of Life ingår Mjölkklocka i släktet blåklockor och familjen klockväxter, men enligt Dyntaxa är tillhörigheten istället släktet blåklockor och familjen klockväxter. Arten är reproducerande i Sverige. Inga underarter finns listade i Catalogue of Life.

## Bildgalleri

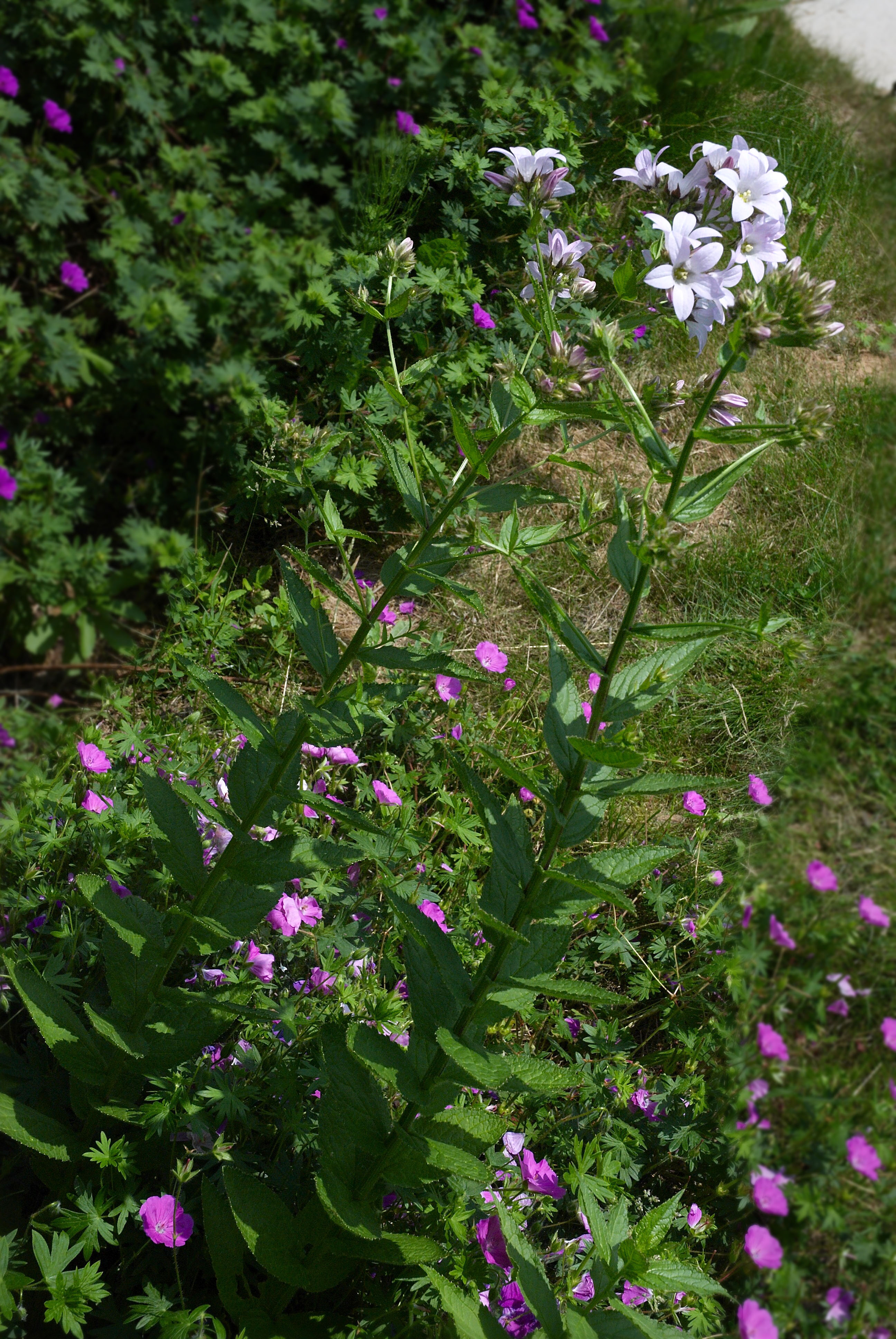
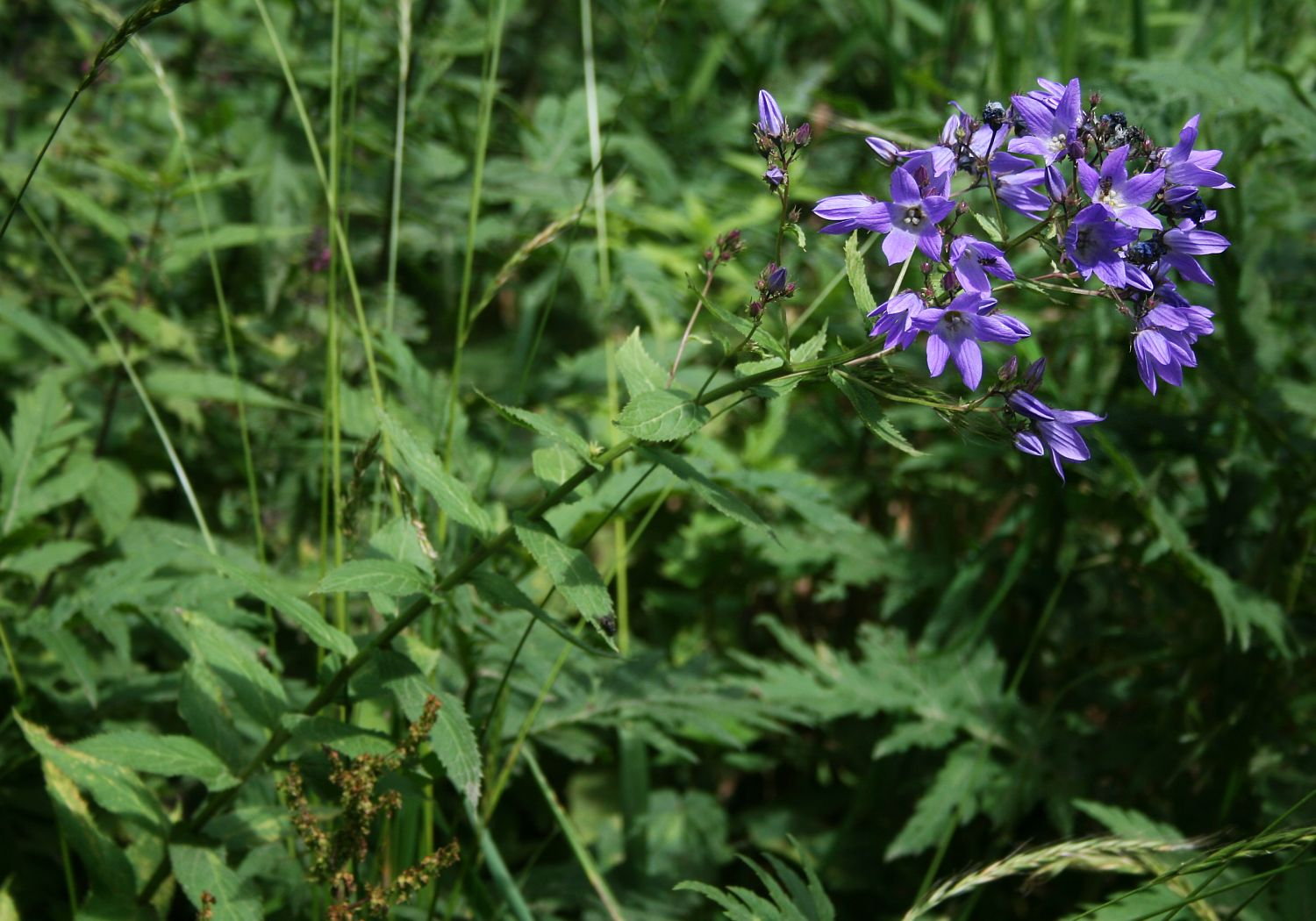
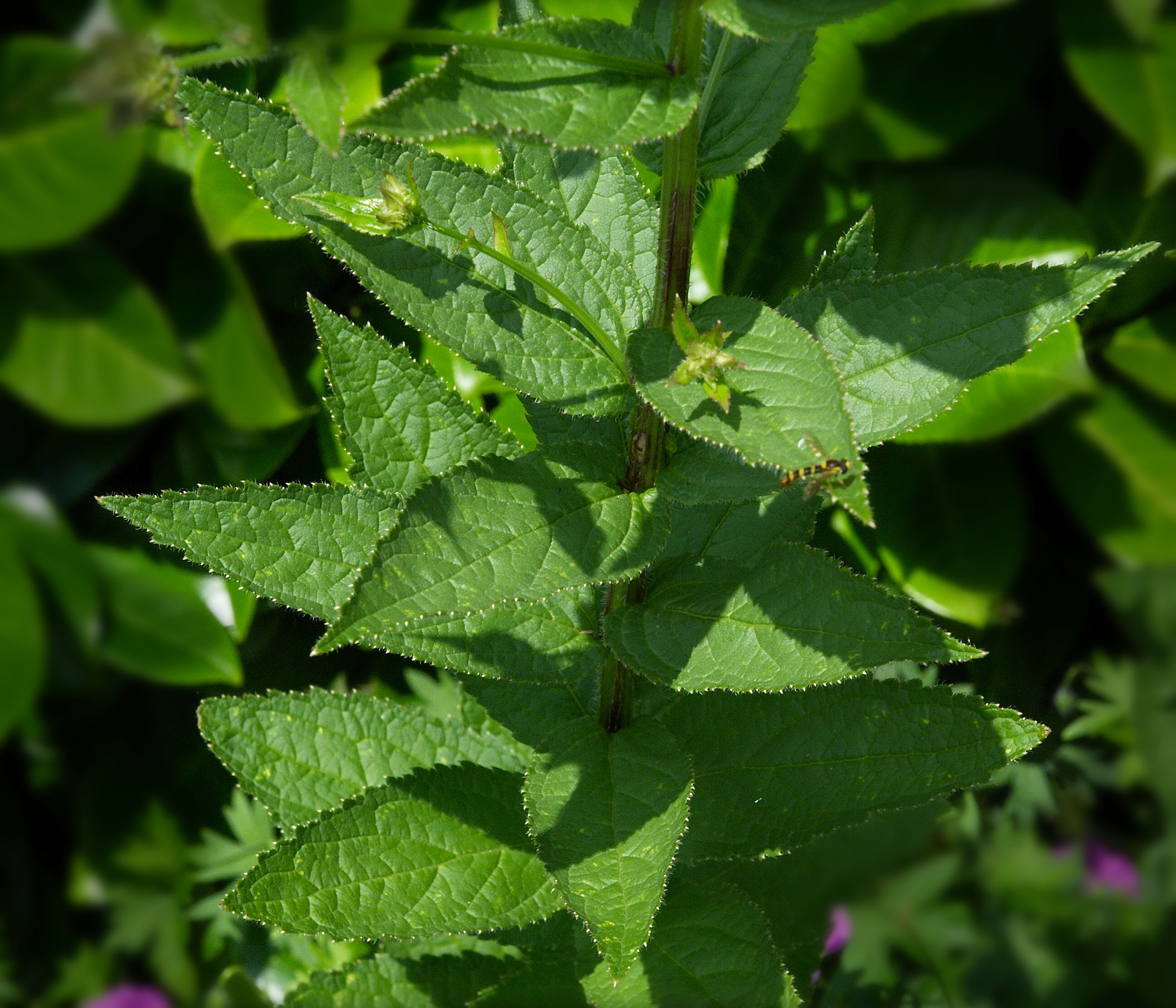
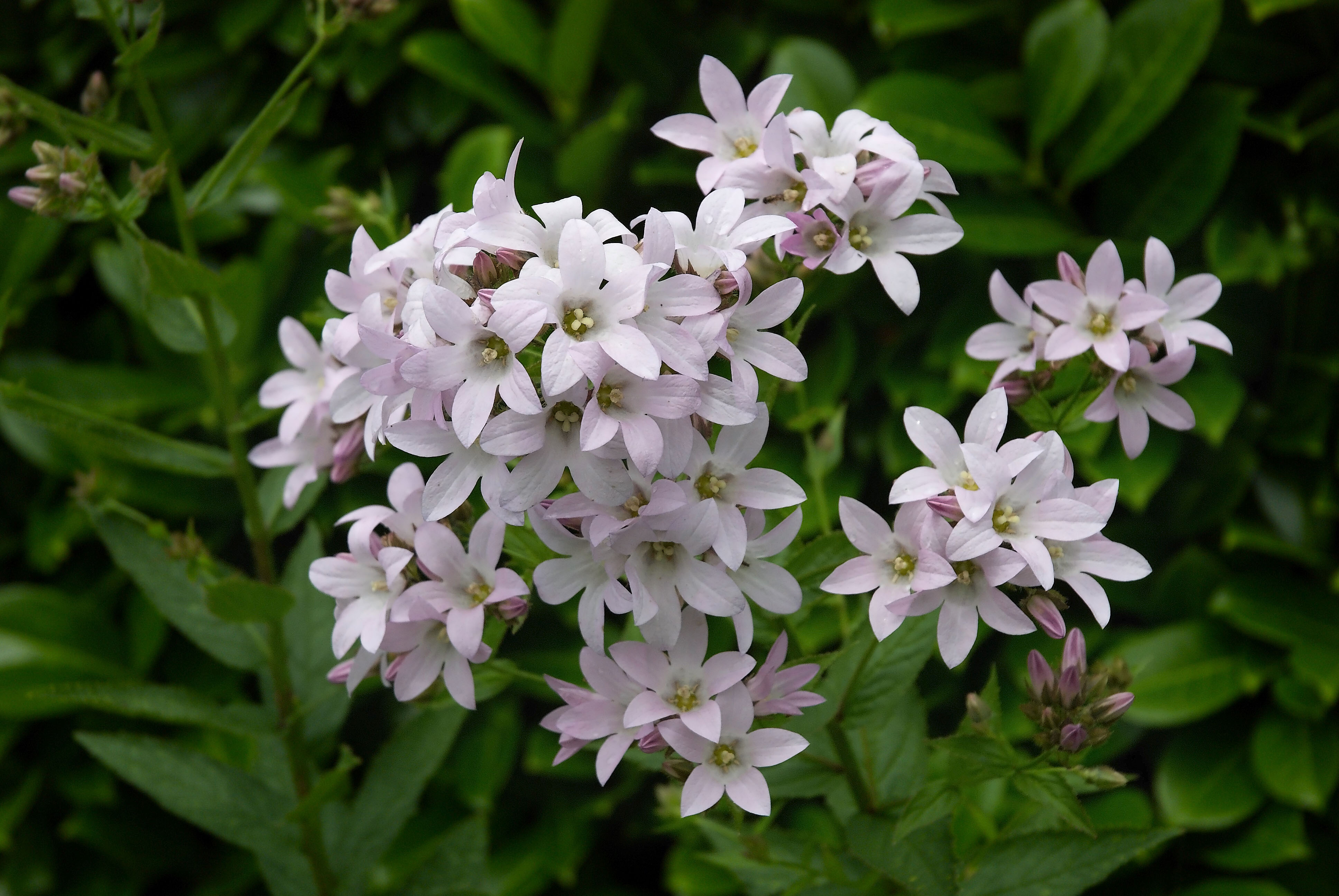
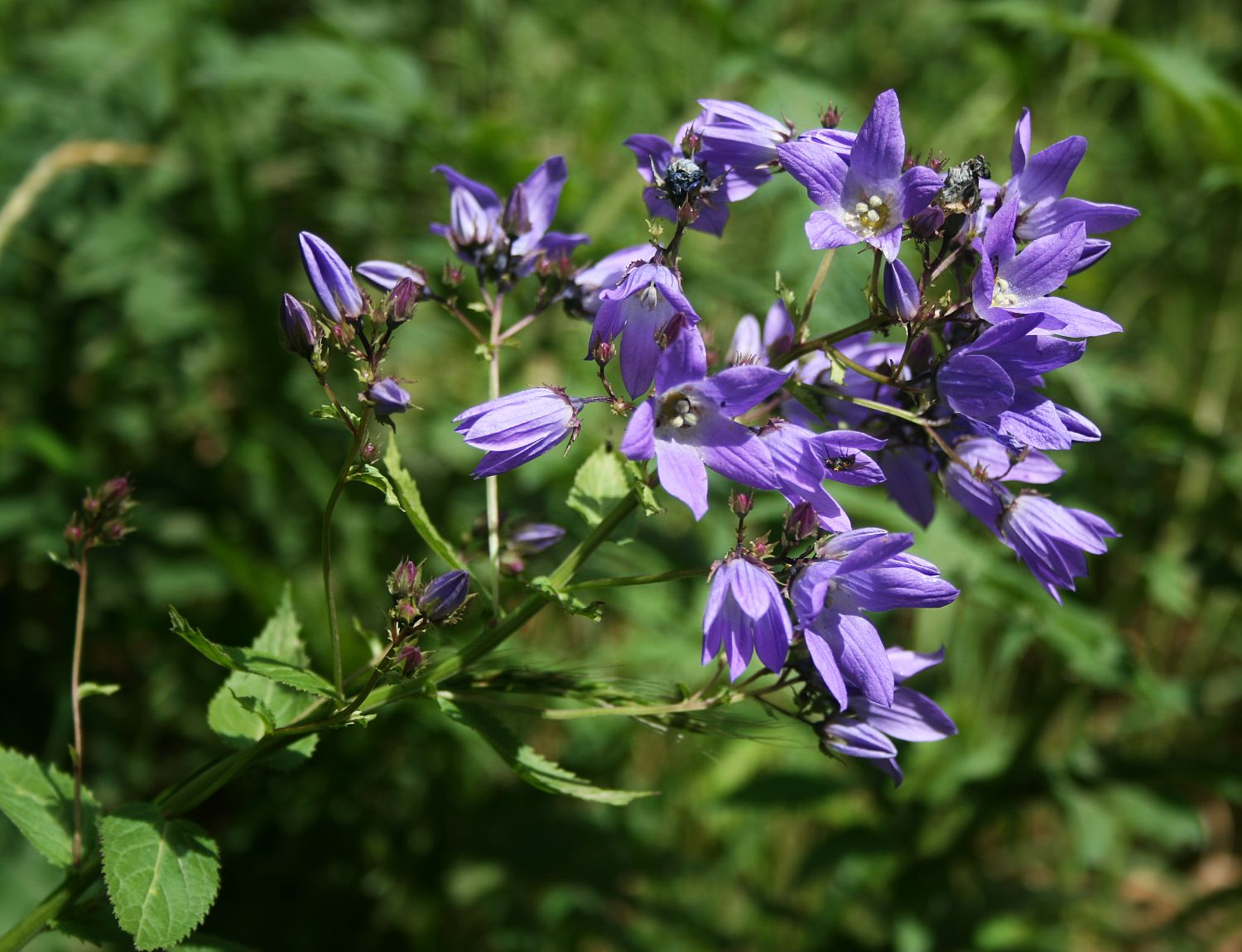
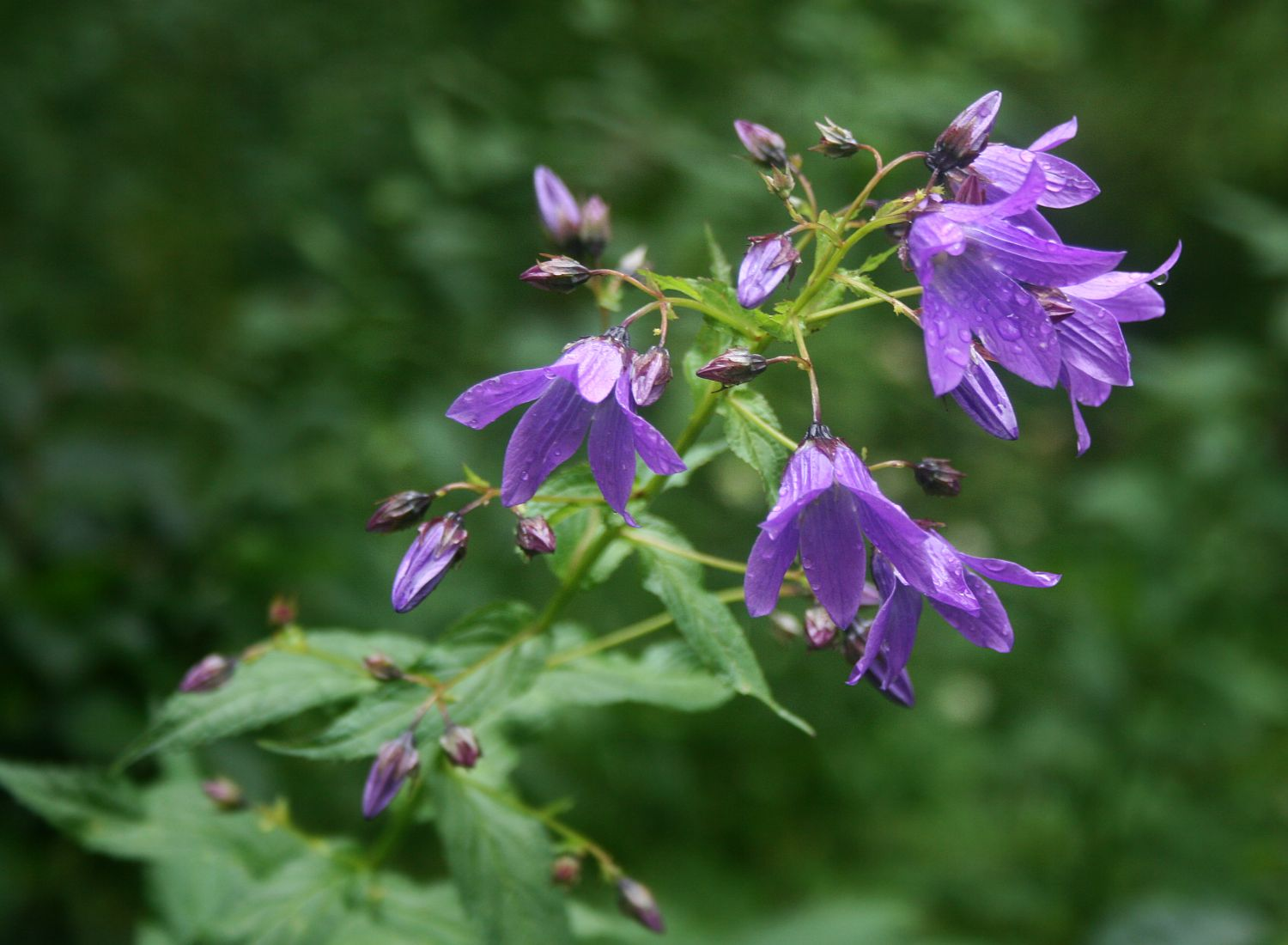